# Bundesstraße 81
De Bundesstraße 81 (ook wel B81) is een bundesstraße in Duitse deelstaten: Thüringen en Saksen-Anhalt.
De B81 begint bij Maagdenburg en loopt verder langs de steden Halberstadt, Blankenburg en verder naar Ilfeld. De B81 is ongeveer 93 kilometer lang.

## Routebeschrijving
De B81 begint in Maagdenburg, op de afrit Magdeburg-Salbker Chaussee aan de Bundesstraße 71. De B81 kruist bij afrit Magdeburg-Sudenburg de A14. De B81 loopt langs Egeln waar ze samenloopt met de B180. De B81 loopt verder langs Kroppenstedt en Gröningen, door Halberstadt waar de B245 en de B79 aansluiten. Bij afrit Blankenburg-Zentrum kruist de B81 de A36 en loopt door Blankenburg waar ze samenloopt met de B27. Na Blankenburg loopt de B81 door de Harz en komt door Hasselfelde waar samenloopt met de B242. Dan loopt de B81 loopt de B81 door Wiegersdorf en sluit bij Ilfeld aan op de B4.
B1 · B2 · B4 · B6 · B6n · B7 · B19 · B27 · B62 · B71 · B71n · B79 · B80 · B81 · B84 · B85 · B86 · B87 · B88 · B89 · B90 · B91 · B92 · B93 · B94 · B95 · B96 · B97 · B98 · B99 · B100 · B101 · B107 · B115 · B156 · B169 · B170 · B171 · B172 · B172a · B172b · B173 · B174 · B175 · B176 · B178 · B180 · B181 · B182 · B183 · B183a · B184 · B185 · B186 · B187 · B187a · B188 · B189 · B190 · B190n · B242 · B243 · B244 · B245 · B245a · B246 · B246a · B247 · B248 · B248a · B249 · B250 · B278 · B280 · B281 · B282 · B283 · B285